# James Patrick Kelly
 (mai 2016).
Pour les articles homonymes, voir Kelly et James Kelly.
Œuvres principales
- Fournaise

James Patrick Kelly, né le 11 avril 1951 à Mineola dans l'État de New York, est un écrivain américain de science-fiction.

## Biographie
James Patrick Kelly est né à Mineola, dans l'État de New York en 1951. Après avoir étudié à l'Université Notre Dame en 1972, avec un baccalauréat en littérature anglaise, il travailla comme rédacteur technique dans plusieurs entreprises commerciales. Depuis 1979, il se livre à l'écriture à temps plein. Il a publié des nouvelles, des romans, des essais, des articles, des pièces de théâtre ainsi que de la poésie.
Résidant au New Hampshire depuis 1975, il vit actuellement à Nottingham dans ce même état avec sa femme Pamela.
Il a écrit une quarantaine de nouvelles, traduites en onze langues. Il a obtenu le prix Nebula du meilleur roman court 2006 pour Fournaise. Il avait auparavant remporté les prix Hugo de la meilleure nouvelle longue 1996 et 2000.

## Œuvres

### SérieMessengers Chronicles
1. (en) Planet of Whispers, 1984
2. Regarde le soleil, Les Moutons électriques, coll. « Bibliothèque voltaïque », 2009 ((en) Look into the Sun, 1989), trad. Christophe Duchet, 271 p.  (ISBN 978-2-915793-77-2)Réédition, Gallimard, coll. « Folio SF » no 410, 2011

### Romans
- (en) Freedom Beach, 1985Écrit avec John Kessel.
- (en) Wildlife, 1994
- Fournaise, Les Moutons électriques, 2007 ((en) Burn, 2005), trad. Christophe Duchet et André-François Ruaud, 161 p.  (ISBN 978-2-915793-25-3)Prix Nebula du meilleur roman court 2006 - Réédition Gallimard, coll. « Folio SF » no 351, 2009
- (en) The Omega Egg, 2007Écrit avec Tobias S. Buckell, Michael A. Burstein (en), Pat Cadigan, Bill Fawcett (en), David Gerrold, Brian Herbert, Kay Kenyon, Nancy Kress, Stephen Leigh, Jody Lynn Nye (en), Laura Resnick, Mike Resnick, Kristine Kathryn Rusch, Robert Sheckley, Dean Wesley Smith (en) et Jane Yolen.
- (en) Mother Go, 2017
- (en) King of the Dogs, Queen of the Cats, 2020

### Recueils de nouvelles
- (en) Heroines, 1990
- (en) Think Like a Dinosaur and Other Stories, 1997
- (en) Strange But Not a Stranger, 2002
- (en) The Wreck of the Godspeed and Other Stories, 2008
- (en) Ninety Percent of Everything, 2011Écrit avec John Kessel et Jonathan Lethem.
- (en) Masters of Science Fiction: James Patrick Kelly, 2016
- (en) The Promise of Space and Other Stories, 2018